# Юберстрас
Юберстра́с (фр. Ueberstrass) — коммуна на северо-востоке Франции в регионе Гранд-Эст (бывший Эльзас — Шампань — Арденны — Лотарингия), департамент Верхний Рейн, округ Альткирш, кантон Мазво. До марта 2015 года коммуна административно входила в состав упразднённого кантона Ирсенг (округ Альткирш).
Площадь коммуны — 5,12 км², население — 344 человека (2006) с тенденцией к росту: 368 человек (2012), плотность населения — 71,9 чел/км².

## Население
Численность населения коммуны в 2011 году составляла 363 человека, а в 2012 году — 368 человек.
| 1962 | 1968 | 1975 | 1982 | 1990 | 1999 | 2006 | 2007 | 2008 | 2011 | 2012 |
| ---- | ---- | ---- | ---- | ---- | ---- | ---- | ---- | ---- | ---- | ---- |
| 277  | 271  | 274  | 285  | 313  | 312  | 344  | 348  | 349  | 363  | 368  |

Динамика населения:

## Экономика
В 2010 году из 234 человек трудоспособного возраста (от 15 до 64 лет) 178 были экономически активными, 56 — неактивными (показатель активности 76,1 %, в 1999 году — 70,1 %). Из 178 активных трудоспособных жителей работали 164 человека (91 мужчина и 73 женщины), 14 числились безработными (9 мужчин и 5 женщин). Среди 56 трудоспособных неактивных граждан 16 были учениками либо студентами, 22 — пенсионерами, а ещё 18 — были неактивны в силу других причин.
На протяжении 2011 года в коммуне числилось 138 облагаемых налогом домохозяйств, в которых проживало 361,5 человек. При этом медиана доходов составила 24175 евро на одного налогоплательщика.

## Достопримечательности (фотогалерея)

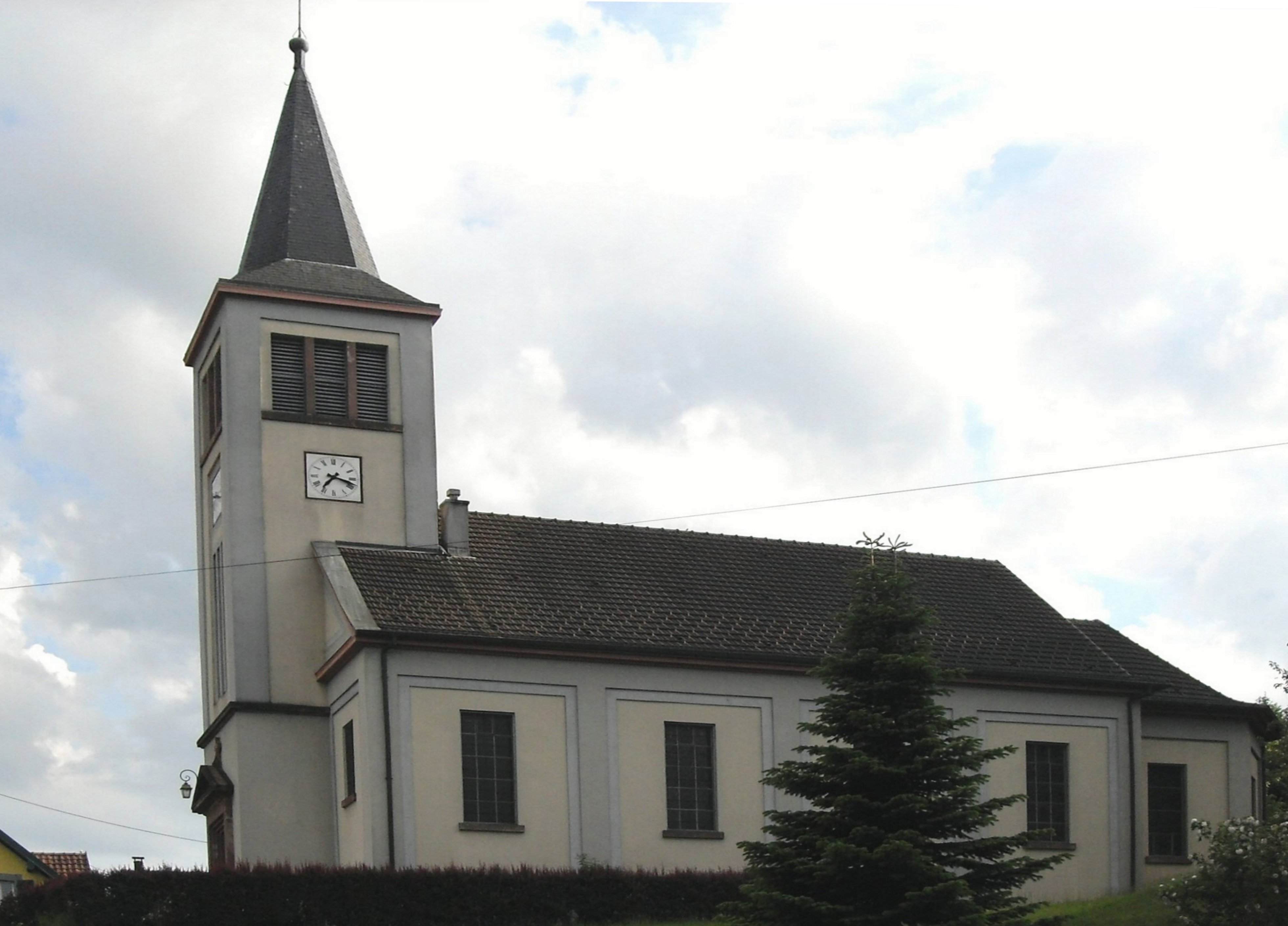
Церковь